# Loft (Band)
Loft ist eine deutsche Eurodance-Gruppe. Loft steht für „Live Our Fathers Teaching“.

## Geschichte
Die aus Kingston (Jamaika) stammenden Brüder Courtney und Richard Williams gründeten Loft im Jahr 1993. Unterstützt wurden die beiden Rapper im Laufe der Zeit von den Sängerinnen Lori Glori, Gina Mohammed, Sandra Steinborn, Kim Sanders und Sue (Pseudonym: Suzie Electric). Produzenten des Projekts waren Michael Eisele und Dietmar Stehle (DMP). Loft bezeichnen ihre Musik als „Roots-Rock-Reggae“.
Ihre erste Single war 1993 Summer Summer und wurde in vielen europäischen Ländern zum Hit. Es folgte wenig später die zweite Single Hold On mit Kim Sanders als Gastsängerin. 1994 erschien das Debütalbum Wake the World. Das zweite Album Future World erschien 1995 und wurde von Sandra Steinborn und Christiane Eiben eingesungen. Nach dem Album erschienen 1996 noch die beiden Singles Mallorca und Long John Silver. Es folgte eine längere Pause, bis 2003 ihre Single Summer Summer [Recall] erschien, der weitere folgten.
Gründungsmitglied Richard Williams starb 2016. Für ihn trat sein gleichnamiger Sohn ein. In November 2019 spielten sie in Mannheim auf dem 90's Festival mit Sängerin Rosalina „Rossalina“ Biolan als neuem Mitglied. 

## Diskografie

### Alben
- 1994: Wake the World
- 1995: Future World
- 2021: New World

### EPs
- 2021: The 2k21 Collection

### Singles
- 1993: Summer Summer
- 1993: Hold On
- 1994: Love Is Magic
- 1994: Wake the World
- 1995: Don’t Stop Me Now
- 1995: It’s Raining Again
- 1995: Free Me
- 1996: Mallorca
- 1996: Long John Silver
- 1999: Hang On Sloopy (Promo-Single)
- 2003: Summer Summer [Recall]
- 2003: Ayaya (Doppel-Single mit Summer Summer [Recall])
- 2004: Still No. 1
- 2005: Gigolo
- 2005: Love Can’t Be Wrong
- 2021: Summer Summer 2k21 (Experience of Music Remixes)
- 2021: Techno Party
- 2021: Jamaican Roots